# Jastkowice
Jastkowice is een plaats in het Poolse district  Stalowowolski, woiwodschap Subkarpaten. De plaats maakt deel uit van de gemeente Pysznica en telt 2 350 inwoners.